# 海南省初中学业水平考试
海南省初中学业水平考试，简称海南中考，通常会在每年的6月的25-26日举行（生物科与地理课会考在27日），满分920分，公布考生各学科原始分、各学科等级和原始分总分。考生各笔试科目成绩等级分为A、B、C、D、E、F六个等级，各等级根据原始分从高到低以全省当年考生人数按以下比例划定：A等级10%、B等级20%、C等级30%、D等级20%、E等级15%、F等级5%。体育与健康科目成绩共分为4个等级，A等48-60分，B等42-47分，C等36-41分，D等0-35分。物理实验操作技能和化学实验操作技能等考查科目分为A、B、C、D四个等级，具体根据省考试局发布的有关实施方案确定
参加当年生物、地理补考的考生成绩按其当年成绩中对应的百分位与上年度同学科成绩相同百分位所对应的成绩认定，确定后的成绩按50%计入当年中考原始分总分。补考成绩当届有效

## 考试概况[1]

### 分数表及说明
| 科目 | 语文    | 数学    | 英语   | 物理     | 化学     | 政治     | 历史     | 地理                                    | 生物                                    | 体育与健康         | 实验操作                       |
| ---- | ------- | ------- | ------ | -------- | -------- | -------- | -------- | --------------------------------------- | --------------------------------------- | ------------------ | ------------------------------ |
| 时间 | 120分钟 | 100分钟 | 90分钟 | 60分钟   | 60分钟   | 60分钟   | 60分钟   | 60分钟                                  | 60分钟                                  | 不定               | 由各校自行安排                 |
| 分值 | 120分   | 120分   | 120分  | 100分    | 100分    | 100分    | 100分    | 100分                                   | 100分                                   | 50分               | 只公布等级                     |
| 备注 |         |         |        | 合场分卷 | 合场分卷 | 合场分卷 | 合场分卷 | 合场分卷，以两科总分50%计入考生中考总分 | 合场分卷，以两科总分50%计入考生中考总分 | 见下面“体育”条目。 | 分为物理实验和化学实验进行评级 |

说明：
1. 考试方式 语文、数学、英语（含听力）、物理、化学、生物、地理科目实行闭卷笔试。道德与法治、历史科目实行开卷笔试。
2. 分值设置  语文、数学、英语每科的卷面满分为120分，道德与法治、历史、物理、化学、生物、地理每科的卷面满分为100分，体育与健康科目满分为60分。全部考试科目原始分满分920分，由语文、数学、英语、道德与法治、历史、物理、化学、体育与健康8个考试科目原始分与生物、地理2个考试科目原始分的50%相加而成

### 体育与健康
1.概论：海南中考从2013年起开始将体育与健康成绩计入海南省初中学业水平考试总分。长跑（男性：1000米长跑 女性：800米长跑）与选科（五选一：一分钟跳绳、50米游泳、足球、篮球、排球）两个必考项目，其中跑步占30分，选科（五选一：一分钟跳绳、50米游泳、足球、篮球、排球）30分。
2.影响：如果体育不达到C等级以上（35分及以上）。即使达到入围分数线也不能被“省一级学校”和面向全省招生的普通学校正取生志愿(“提前批”；“第一批”和“第二批”部分学校）录取。
2：分值：A等48—60分、B等42—47分、C等36—41分、D等0—35分

### 综合素质评价
综合素质评价是海南中考的录取依据之一。由班主任进行打分。分为A、B、C、D、E、F六个等级。如果综合素质评价在C等级以下，即使达到最低录取分数线也不能被所有省一级学校录取。

### 加分政策
根据“海南省教育厅关于做好2023年海南省初中学业水平考试和高中阶段学校招生工作的意见”，符合以下各类条件且报考普通高中，高职院校，中高职“3+2”连读、中高职“3+2”分段培养试点班的考生，录取时在原始分总分的基础上增加相应的分值（符合多项的，只能享受最高的一项，加分名单将予公示）：
1.革命烈士子女，全国公安、司法系统烈士子女，加20分。
2.一级、二级英雄模范和因公牺牲公安、司法行政机关人民警察子女，加10分。
3.符合以下情况之一者，加5分。
（1）现驻三沙市的军、警部队现役军人和有关单位干部职工（驻岛时间达半年以上）的子女；
（2）全国公安、司法系统一级至四级因公伤残的人民警察子女；
（3）见义勇为牺牲人员的子女，见义勇为伤残且伤残等级为1—4级的人员或子女；
（4）海南省农村独生子女户、纯二女结扎户的子女。
（二）军人子女符合《海南省军人子女教育优待办法》的，按该办法给予对应降分录取待遇，不重复享受上述第（一）条中的加分待遇。
（三）国家综合性消防救援队伍人员子女符合《应急管理部  教育部关于做好国家综合性消防救援队伍人员及其子女教育优待工作的通知》的，按该通知参照军队和武警部队的教育优待标准执行。
少数民族优待政策
少数民族考生在海南中考中尚不存在加分政策，但存在部分优待政策（尤其是海南国兴中学）

### 生地会考
在八年级（初二）时会进行生地会考。通常在海南中考最后一天的下午举行。
生地会考是海南中考的一部分，属于八年级考试科目
海南中考的第一天与第二天属于九年级考试科目

## 录取流程

### 考试报名
每年的三月份到四月份进行中考报名。一律采用学校统一上传考生信息后生成准考证，然后由考生自行在中招系统上填写考生信息的方式进行报名。（外回考生或非应届生需到户籍或学籍所在市县中招办进行报名。准考证此时会显示学校为“XXX市（县）外回考生”）

### 志愿填写[4]
从2023年起，海南中考改为考后知分报志愿，一般由学校组织考生进行填写志愿。海南中考采用批次志愿（如“提前批” “第一批” “第二批”等）。同时从2015年起取消择校生（即2015年前的“第三批”志愿）

### 自主招生
根据摘录自海南日报的消息显示
“今年（2024年）我省在普通高中自主招生规则中明确，参加了学校自主招生考试并经公示合格入围的考生视为填报了该校自主招生志愿，由市县教育行政部门将名单报省中招办备案，在该校所属录取批次中，按普通高中招录规则先于统招生优先投档录取。
省教育厅基础教育处负责人表示，近几年，我省部分考生报名参加普通高中自主招生考试合格入围后，未及时在该批次填报该校自主招生志愿，进而导致学校自主招生计划空缺，影响其他考生权益和招生工作的公平公正。因此，上述政策的出台将进一步规范普通高中自主招生录取行为，督促考生提高诚信报考意识，使普通高中的学位资源得到充分利用。
这条规定仅影响考生在该批次自主招生志愿填报，不会影响其他批次志愿填报，也不视同为该考生已被提前录取到该校。考生最终能否被录取，应看其在前一批次被录取的情况、考生中考分数是否达到自主招生最低控制分数线等因素。”

### 2024年变化
在2024年中招志愿填报和招生录取阶段，第一批次学校（“省一级学校”、民办普通高中的公费生计划）统招生不再分为AB两段进行志愿填报和录取。
第一批次学校所有统招生计划将一次性录取完毕，未被录取的考生可修改本批次指标到校志愿和后续批次志愿，这是一项继续保留的政策，将在实施细则中体现。
AB段分批录取是在往年估分填报志愿时，为防止考生估分不准确所采取的预防性措施。2023年我省实施考后知分、知排位填报志愿政策后，得到了考生和家长的高度认可，在此情况下采取AB段分批录取已无实际必要。
与此同时，第一批次学校指标到校计划由去年只设1个志愿调整为设置2个平行志愿，将增加考生的志愿选择，以及被“省一级学校”录取的机会，有效降低考生掉档的风险。

##### 省一级学校名单
1.海南中学
2.海南省国兴中学 （页面存档备份，存于）
3.海南省农垦实验中学
4.海南省农垦中学 （页面存档备份，存于）
5.海南师范大学附属中学
6.海南热带海洋学院附属中学 （页面存档备份，存于）
7.海南华侨中学
8.海口市第一中学 （页面存档备份，存于）
9.海口市琼山中学
10.海口实验中学
11.海口市第四中学 （页面存档备份，存于）
12.北京师范大学海口附属中学 （页面存档备份，存于）
13.海口中学
14.三亚市第一中学
15.海南中学三亚学校
16.南开大学附属中学儋州市第一中学 （页面存档备份，存于）
17.儋州市八一中学 （页面存档备份，存于）
18.儋州市两院中学 （页面存档备份，存于）
19.文昌中学 （页面存档备份，存于）
20.文昌市华侨中学
21.琼海嘉积中学
22.万宁中学 （页面存档备份，存于）
23.北京师范大学万宁附属中学
24.澄迈中学 （页面存档备份，存于）
25.临高中学 （页面存档备份，存于）
26.乐东中学 （页面存档备份，存于）
27.洋浦中学 （页面存档备份，存于）
28.华东师范大学第二附属中学乐东黄流中学 （页面存档备份，存于）
29.定安中学
30.保亭黎族苗族自治县保亭中学
31.东方市东方中学 （页面存档备份，存于）
32.昌江黎族自治县昌江中学
33.华中师范大学琼中附属中学
34.中央民族大学附属中学海南陵水分校 （页面存档备份，存于）
35.海口市第二中学（2024年新增）
36.儋州市第二中学（2024年新增）
- 第二批

指市县重点中学和民办学校的正取生计划。如保亭县的重点中学-保亭中学和民办学校琼海嘉积中学海桂学校的正取生计划都列入第二批录取。

#### 第三批
指中等和高等职业学校的录取计划。第四批进场录取，第五批不进场录取。

#### 民办学校志愿
指民办学校的协议录取生计划。

### 成绩查询[5]
考生可以在7月16号左右查询自己的成绩。（2024年数据）
查询方式:
1. 通过自己的准考证和密码登录中招系统查询
2. 通过电话查询
3. 通过市县中招办或毕业学校进行查询

### 录取批次顺序[5]
在公布成绩后，会进行录取，顺序如下表：
1. 提前批录取
2. 第一批第一段录取
3. 考生修改第一批次志愿
4. 第一批第二段录取
5. 第二批录取
6. 考生修改第三批及后面批次志愿
7. 第三批录取
8. 第四批录取及民办学校协议生录取（不进场）

### 指标到校
目前指标到校尚不明确，每年都在变化，可以查询当年的海南省教育厅官网

## 志愿参考

### 2023年录取分数线
http://www.zhongkao.com/baokao/zkfsx/23fsx/ （页面存档备份，存于）